# Факельный танец
Факельный танец (нем. Fackeltanz) — старинный церемониальный танец, ведущий своё начало с IV века. 
Во время него танцоры держат горящие факелы в руках или зажжённые свечи на голове. Музыка его применялась и на турнирах. В позднейшее время для шествий, связанных с придворными торжествами, композиторы писали музыку под этим названием, например известный Факельный танец, написанный Мейербером для торжеств при прусском дворе. В Германии бракосочетание членов царствующих фамилий сопровождается танцами с факелами.

## История
В древности факельный танец был подобен полонезу, в котором танцоры держали в руках восковые факелы. В античной Греции и в Риме факельные танцы являлись частью свадебной церемонии. Традиции подобных танцев были популярны во многих немецких княжеских семьях со времён средневековья до XVIII века. Также факельные танцы проводились во Франции, в Англии и в Дании. Факельный танец исполнялся даже в 1913 году на свадьбе дочери Вильгельма II и герцога Брауншвейгского.